# Manuel García Prieto

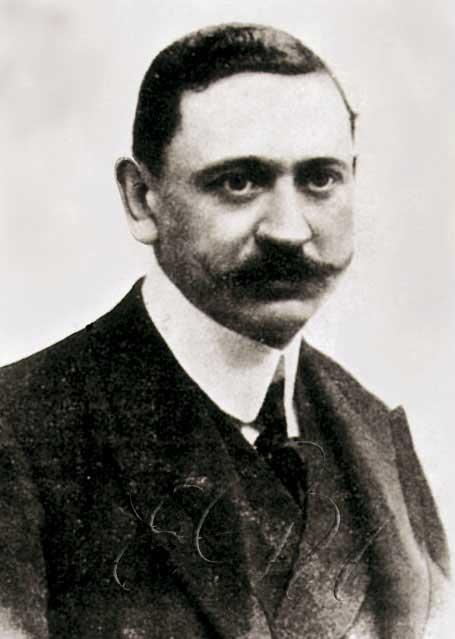
Manuel García Prieto.

Manuel García Prieto, markgraaf de Alhucemas (Astorga, 5 november 1859 – San Sebastian, 15 september 1938) was een Spaans politicus en premier.

## Levensloop

### Studies, beroepsloopbaan en afgevaardigde
García Prieto volgde een studie in de rechtswetenschappen, waarna hij in Madrid openbaar aanklager werd aan het gemeentelijk gerecht. Later was hij voor korte tijd actief als militair openbaar aanklager.
Als schoonzoon en juridisch raadgever van de laatste eerste minister Eugenio Montero Ríos werd hij op 4 april 1886 voor het eerst verkozen als afgevaardigde in het Congres van Afgevaardigden en bleef dit tot in februari 1891. Van 5 maart 1893 tot in maart 1911 was hij opnieuw afgevaardigde.
In 1897 werd hij benoemd tot directeur-generaal voor de Procesvoering van de Staat en kort nadien werd hij onderstaatssecretaris op het ministerie van Koloniën.

### Minister
Op 23 juni 1905 werd hij onder zijn schoonvader Montero Ríos minister van Binnenlandse Zaken en bleef dit tot en met 1 december 1905. Daarna was hij in het aansluitende kabinet van Segismundo Moret tot en met 10 juni 1906 minister van Genadeverzoeken en Justitie. Vervolgens was hij van 6 juli 1906 tot en met 30 november 1906 minister van Ontwikkeling onder José López Domínguez.
Nadien nam hij enkele jaren niet deel als minister in verschillende regeringen, totdat hij op 9 februari 1910 onder José Canalejas minister van Buitenlandse Zaken werd. Hij bleef dit tot en met 31 december 1912. In 1911 bereikte hij als minister een internationaal verdrag met Marokko, dat de basis was van het Verdrag van Fez met Frankrijk in 1912. Hierbij werd Marokko opgedeeld in een Frans en een Spaans protectoraat. Bovendien was hij als minister betrokken bij de toetreding van de Latijns-Amerikaanse staten bij het Permanent Hof van Arbitrage in Den Haag.
Voor zijn verdienste in de Spaanse Marokkopolitiek werd hij op 5 januari 1911 in de adelstand verheven als markgraaf de Alhucemas. Op 4 maart 1911 werd hij via een koninklijk decreet benoemd tot senator voor het leven.

### Premierschappen
Nadat Canalejas op 12 november 1912 door een anarchist vermoord werd, was hij tot en met 14 november 1912 premier ad interim. Vervolgens nam Álvaro Figueroa Torres het premierschap over.
De moord op Canalejas zorgde ook voor het uiteenvallen van de Liberale Partij. García Prieto richtte vervolgens de Liberaal-Democratische Partij op, waarvan hijzelf de partijvoorzitter werd. Van 9 mei 1916 tot en met 17 maart 1918 was hij tevens Senaatsvoorzitter.
Ondanks deze functie werd hij op 19 april 1917 benoemd tot premier van Spanje. Hij bleef dit tot en met 11 juni 1917 en voerde als premier een pro-Duitse politiek.
In juli 1917 volgde hij Álvaro Figueroa Torres op als voorzitter van de terug herenigde Liberale Partij. Als opvolger van Eduardo Dato werd hij na de crisis in verband met de Defensieraad op 3 november 1917 opnieuw premier, ditmaal van een coalitieregering. Hij bleef premier tot en met 22 maart 1918 en was tegelijkertijd minister van Buitenlandse Zaken. Vervolgens was hij tot en met 9 november 1918 minister van Binnenlandse Zaken in de regering van Antonio Maura. Tot en met 25 oktober 1918 was hij tevens ad interim minister van Buitenlandse Zaken.
Op 9 november 1918 volgde hij Maura op als premier en leidde tot en met 5 december 1918 een interim-regering. Tegelijkertijd was hij minister van Ontwikkeling.
Vervolgens was hij enkele jaren niet actief in de regeringspolitiek, totdat hij op 7 december 1922 José Sánchez-Guerra y Martínez opvolgde als premier van Spanje. Zonder succes probeerde hij de promotie van kapitein-generaal van Catalonië Miguel Primo de Rivera tot de nieuwe sterke man van Spanje te verhinderen. Op 15 september 1923 moest hij het premierschap doorgeven aan Primo de Rivera, nadat die twee dagen eerder een staatsgreep had gepleegd. Vervolgens leidde die tot in 1930 een militaire dictatuur.
Van 18 februari tot en met 14 april 1931 was hij nogmaals minister van Genadeverzoeken en van Justitie in de regering van Juan Bautista Aznar Cabañas, de laatste premier onder koning Alfons XIII van Spanje.
Nadat de Tweede Spaanse Republiek werd uitgeroepen, stapte hij uit de politiek. In 1938 overleed hij.

### Ereambten
García Prieto was van 28 mei 1909 tot en met 27 mei 1910 en in 1913 voorzitter van de Real Academia de Jurisprudencia y Legislación.
Op 22 november 1910 volgde hij eveneens José Canalejas op als lid van de Real Academia de Ciencias Morales y Políticas, wat hij bleef tot en met 31 oktober 1911.
- Biblioteca Nacional de España: XX1065995
- Bibliothèque nationale de France: cb15977776q (data)
- Catàleg d'autoritats de noms i títols de Catalunya: 981058608284106706
- Gemeinsame Normdatei: 1067438475
- International Standard Name Identifier: 0000 0000 5927 6029
- Library of Congress Control Number: no2020096870
- Système universitaire de documentation: 112969763
- Virtual International Authority File: 79238010